# Oostelijke gevlekte skunk
De oostelijke gevlekte skunk (Spilogale putorius) is een roofdier uit de familie Mephitidae. Het is de bekendste vertegenwoordiger van het geslacht Spilogale dat vier soorten telt. De wetenschappelijke naam van de soort werd als Viverra putorius in 1758 gepubliceerd door Carl Linnaeus.

## Kenmerken
Deze skunk heeft een plomp lichaam met korte poten. Het dier heeft een opvallende tekening, die zijn vijanden waarschuwt voor de stinkende vloeistof, die uit zijn anale klieren kan wegspuiten. Het patroon kan verschillen per individu, maar meestal vertoont het voorhoofd en de staartpunt een witte vlek. De lichaamslengte bedraagt 30 tot 34 cm, de staartlengte 17 tot 21 cm en het gewicht 500 tot 1000 gram.

## Leefwijze
Hun voedsel bestaat uit allerlei kleine dieren, maar ook vruchten en andere plantenkost staan op het menu. Meestal zijn het solitaire dieren, maar in de winter kruipen ze vaak samen in een hol, tot 8 dieren.

## Verspreiding
Het verspreidingsgebied van de oostelijke gevlekte skunk loopt van het zuidoosten van Canada en het noordoosten van de Verenigde Staten (afwezig in New England en het gebied van de Grote Meren) in het noorden langs de Mexicaanse oostkust en Midden-Amerika tot Costa Rica in het zuiden. Deze soort leeft op de prairies en in bosgebieden.

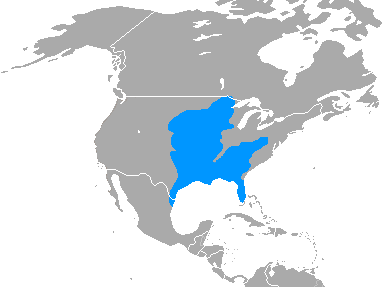
Verspreidingsgebied van de oostelijke gevlekte skunk